# Kenai
Kenai ist eine US-amerikanische Stadt in Alaska im Kenai Peninsula Borough. 
Kenai (Kahtnu Qayah) wurde nach Kenai Peninsula (Yaghanen – ‘das gute Land’) benannt, dessen Namen wahrscheinlich vom russischen Kenayskaya oder Kenaitze (‘Volk der Ebenen’ oder ‘Volk von kena’) abstammt. Sowohl die englische Ableitung als auch der russische Name leitet sich vom nord-athapaskischen Wort Kenai oder Kena (‘flach, Wiese, offener Bereich mit wenigen Bäumen; Ebene, geringe Anhöhe’) der hier ansässigen Dena'ina (auch Tanaina – ‘das Volk’) ab, laut dem Dena'ina Topical Dictionary von James Kari von 2007. Die hier ansässigen Dena'ina sprechen den Outer Inlet Dena'ina-Dialekt und nannten sich Knaiakhotana (‘Volk der Kenai Peninsula’) oder Kahtnut'ana (‘Volk entlang des Kenai River’). Heute ist hier der Kenaitze Indian Tribe beheimatet. Die verschiedenen Gruppen der Dena'ina bewohnten große Küstengebiete im Süden Alaskas, hauptsächlich in den Einzugsgebieten des Cook Inlet (Tikahtnu – ‘Big Water River’ – ‘Breiter, viel Wasser führender Fluss’) und Lake Clark.

## Geschichte
Archäologische Untersuchungen lassen darauf schließen, dass der Ort bereits um ca. 800 v. Chr. von den Kachemak besiedelt war, bevor diese gegen 1000 n. Chr. von den athapaskischen Dena'ina verdrängt wurden.
Vor der Ankunft der Russen bestand hier die Dena'ina-Siedlung Shk'ituk't (‘where we slide down’) mit ca. 1000 Bewohnern. 1741 kamen russische Händler nach Shk'ituk't und errichteten dort 1787 den Handelsposten Fort Nikolaevskaia. Somit ist Kenai die zweite permanente russische Siedlung in Alaska. Die russischen Händler verballhornten die Eigenbezeichnung der Kahtnut'ana in Kenaitze.
Die Feindseligkeiten zwischen den Ureinwohner und den russischen Siedlern traten im Jahre 1797 offen zu Tage, als bei einem Vorfall, der später als die Schlacht von Kenai bezeichnet wurde, die Dena'ina Fort St. Nicholas angriffen.und hierbei mehr als 100 Tote bei beiden Parteien zu beklagen waren. Später, im Jahre 1838, töteten die Pocken die Hälfte der Dena'ina-Bevölkerung, so dass diese den Siedlern nicht mehr erfolgreich Widerstand leisten konnten.
Nach dem Verkauf Alaskas an die USA im Jahr 1869 gründete die US Army ein Fort an der Stelle von Kenai, das jedoch recht schnell wieder aufgegeben wurde. Nachdem 1888 ein staatlicher Prospektor namens Alexander King in der Nähe von Kenai Gold fand, siedelten sich bald viele Goldsucher und Händler in der Stadt an.
1957 wurde 20 Kilometer von Kenai die erste größere Ölquelle entdeckt.
Der bisherige Hitzerekord in Kenai wurde am 4. Juli 2019 mit 31,6 °C gemessen.

## Verkehr
Unmittelbar nördlich der Stadt liegt der Flughafen Kenai.